# Pseudojuloides xanthomos
Pseudojuloides xanthomos är en fiskart som beskrevs av Randall och Randall, 1981. Pseudojuloides xanthomos ingår i släktet Pseudojuloides och familjen läppfiskar. IUCN kategoriserar arten globalt som otillräckligt studerad. Inga underarter finns listade i Catalogue of Life.